# Муртер-Корнати
Муртер-Корнати (хорв. Murter-Kornati) – громада в Шибеницько-Книнській жупанії Хорватії.

## Населення
Населення громади за даними перепису 2011 року становило 2 044 осіб. 
Динаміка чисельності населення громади:

## Населені пункти
До громади Муртер-Корнати входять: 
- Корнати
- Муртер

## Клімат
Середня річна температура становить 15,51°C, середня максимальна – 26,95°C, а середня мінімальна – 4,26°C. Середня річна кількість опадів – 738 мм.
| Клімат поселення                              | Клімат поселення | Клімат поселення | Клімат поселення | Клімат поселення | Клімат поселення | Клімат поселення | Клімат поселення | Клімат поселення | Клімат поселення | Клімат поселення | Клімат поселення | Клімат поселення | Клімат поселення |
| Показник                                      | Січ.             | Лют.             | Бер.             | Квіт.            | Трав.            | Черв.            | Лип.             | Серп.            | Вер.             | Жовт.            | Лист.            | Груд.            |                  |
| Середній максимум, °C                         | 11,96            | 11,60            | 13,28            | 16,57            | 21,39            | 25,41            | 26,95            | 26,65            | 22,59            | 19,59            | 15,18            | 12,39            |                  |
| Середня температура, °C                       | 8,28             | 7,93             | 9,61             | 12,91            | 17,71            | 21,71            | 24,39            | 24,09            | 20,03            | 17,02            | 12,61            | 9,83             |                  |
| Середній мінімум, °C                          | 4,61             | 4,26             | 5,94             | 9,23             | 14,03            | 18,04            | 21,84            | 21,55            | 17,48            | 14,46            | 10,07            | 7,30             |                  |
| Норма опадів, мм                              | 66               | 56               | 61               | 62               | 51               | 47               | 26               | 42               | 78               | 83               | 89               | 77               |                  |
| Середньомісячна швидкість вітру, м/с          | 3.06             | 3.17             | 3.31             | 3.13             | 2.73             | 2.50             | 2.53             | 2.41             | 2.69             | 2.83             | 3.43             | 3.33             |                  |
| Середньомісячна сонячна радіація, кДж/м²·день | 5255             | 8029             | 11794            | 16696            | 20911            | 23444            | 24987            | 21809            | 16005            | 10302            | 5730             | 4485             |                  |
| --------------------------------------------- | ---------------- | ---------------- | ---------------- | ---------------- | ---------------- | ---------------- | ---------------- | ---------------- | ---------------- | ---------------- | ---------------- | ---------------- | ---------------- |
| Джерело:                                      |                  |                  |                  |                  |                  |                  |                  |                  |                  |                  |                  |                  |                  |